# Takydromus khasiensis
Takydromus khasiensis (довгохвостка кхасійська) — вид ящірок родини ящіркових (Lacertidae). Мешкає в Південно-Східній Азії.

## Поширення і екологія
Кхасійські довгохвостки мешкають у Північно-Східній Індії (на південь від річки Брахмапутра), а також на північному сході і південному сході Бангладеш та в сусідніх районах М'янми. Вони живуть у гірських тропічних лісах, серед лісової підстилки, трави і чагарників.